# Дерес-Сай
Дерес-Сай (кирг. Дерес-Сай) — село в Аксыйском районе Джалал-Абадской области Кыргызстана. Входит в состав Авлетимского айылного аймака.

## География
Село расположено в южной части области, вблизи государственной границы с Узбекистаном, на расстоянии приблизительно 38 километров (по прямой) к юго-востоку от города Кербен, административного центра района.

## Население
Согласно оценочным данным Национального статистического комитета Кыргызской Республики, численность населения села на начало 2023 года составляла 1098 человек.
| год     | 2009 | 2014 | 2015 | 2020 | 2021 | 2023 |
| ------- | ---- | ---- | ---- | ---- | ---- | ---- |
| человек | 920  | 1087 | 1031 | 1188 | 1197 | 1098 |